# Szczuczyn (Pologne)
Pour les articles homonymes, voir Szczuczyn.
Szczuczyn est un village de Pologne, situé dans le gmina de Szczuczyn (dont elle est le siège), dans le Powiat de Grajewo, dans la voïvodie de Podlachie.
Le champion olympique de saut en longueur et de triple saut Meyer Prinstein y est né en 1878.

## Source
- (en) Cet article est partiellement ou en totalité issu de l’article de Wikipédia en anglais intitulé « Szczuczyn » (voir la liste des auteurs).